# هوليول (كامبريدجشير)
هوليول (بالإنجليزية: Holywell, Cambridgeshire)‏ هي قرية تقع في المملكة المتحدة في كامبريدجشير.